# Valérien d'Auxerre
Pour les articles homonymes, voir Saint Valérien.
Valérien est un saint gaulois qui fut évêque d'Auxerre, aujourd'hui dans l'Yonne en Bourgogne, région Bourgogne-Franche-Comté.

## Nom et confusion
Il est appelé Valerus dans la copie du martyrologe hiéronymique de l'abbaye de Saint-Wandrille ; Valerius dans celle de Corbie dont il existe dans les archives de la cathédrale d'Amiens des copies très anciennes[réf. nécessaire] ; et Valerianus dans celle d'Esternach et dans la plupart des autres. Dans la copie de l'Église de Sens il est déformé en Helarus. 

Cette diversité d'orthographie a engendré une confusion chez les copistes du Moyen-Âge, qui ont fait deux évêques à partir d'un seul : Valère et Valérien, tous deux déclarés morts le 6 mai. L'histoire latine des évêques d'Auxerre a pendant des siècles mis deux saints comme évêques : Valère et Valérien, qui étaient fêtés le même jour (6 mai). Tillemont est le premier à rectifier l'erreur, suivi par Lebeuf. 

Mais cet hypothétique Valère n'est signalé que par sa date de mort (et donc sa date de fête) : pas de reliques, pas d'église ou autre dédiée à son nom, aucune autre mention ou représentation. Valère n'apparaît pas dans le récit de saint Mamert ni dans les martyrologes hiéronymiques, ni dans Névelon. Les mentions qui sont faites de cet évêque dans la copie du martyrologe hiéronymique de l'abbaye de Saint-Wandrille, parlent de Valerus dans le manuscrit conservé à Corbie et dont il existe dans les archives de la cathédrale d'Amiens des copies très anciennes et Valerianus dans celle d'Esternach. Les deux noms ont la même date de décès et le même jour de fête. La similitude des noms a permis à Mr. de Tillemont de dire le premier qu'il s'agit de la même personne. Il n'existe  aucune action de Valère et aucune église n'a jamais revendiqué des reliques d'un personnage de ce nom. Valère n'est pas non plus représenté dans les rangs des autres saints évêques d'Auxerre dont on a peint les images dans l'église cathédrale ; les peintures des saints évêques d'Auxerre sont dans la chapelle Saint-Sébastien du transept nord.

## Biographie
D'origine gauloise, il assiste au sacre de saint Euverte d'Orléans en compagnie de saint Séverin de Sens, saint Marcel de Paris et des autres évêques de sa province.
Il assiste au concile de Sardique (343). 

Il participe également au concile de Cologne tenu contre Euphratas, évêque arien d'Euphrate, en 346 (le 12 mai 346 ?)[réf. nécessaire] ou en 349.
C'est lui qui empêche saint Amatre de devenir un homme du monde, comme le souhaitaient les parents de ce dernier qui lui font épouser une fille de Langres appelée Marthe. L'évêque Valérien chargé de célébrer le mariage, au lieu de prononcer les paroles bénissant cette union, dit à voix basse la bénédiction servant à la consécration des diacres et diaconesses que seuls les deux époux entendent,.
Valérien meurt quelque temps après et est inhumé au Mont-Artre, auprès de ses prédécesseurs.

## Culte et hommage à saint Valérien
Les copies du martyrologe hiéronymique écrites en France mentionnent son inhumation le 6 mai, et ne mentionnent pas de translation ; ce qui indique que la translation n'a été effectuée qu'après le temps où vivait l'auteur des additions faites à ces copies, c'est-à-dire après le VIIIe siècle.
Dès la fin du VIe siècle, il y avait dans le diocèse d'Auxerre une grande église dédiée à saint Valérien. Saint Aunaire, alors évêque d'Auxerre, la met au rang des églises principales et ordonne que l'on y fasse des prières publiques le premier jour de chaque mois. Il semble qu'elle était à Chitry, à 10,5 km d'Auxerre. C'est la seule connue dans le diocèse, qui soit dédiée à saint Valérien ; Lebeuf dit qu'elle possède « de temps immémorial » des reliques considérables de saint Valérien, et que « l'édifice de cette église montre par son antiquité, ce que le lieu a été autrefois ».
Sès le XIe siècle, il y avait à Châteaudun dans le diocèse de Chartres une grande église dédiée à saint Valérien d'Auxerre, suivant le livre des seigneurs d'Amboise qui est au dixième tome du Spicilège. Les mémoires du pays marquent qu'elle avait sans doute eu ce nom par suite de quelques translation de reliques de ce saint. En 1400, le vase d'argent dans lequel étaient renfermés les ossements du saint, est pillé par les soldats qui ruinèrent la ville. Les curés prennent soin de les remettre dans des châsses de bois ; il y avait la tête et un ossement du bras. Au XVe siècle la tête est renfermée par Milon d'Illiers, évêque de Chartres dans un buste en bois doré. 

Un curé de la paroisse, qui était protonotaire du Saint-Siège, le transféra dans un buste d'argent, en vertu de la commission de messire Ferdinand de Neuville, évêque diocésain ; le bras a été perdu par la suite.
Outre la fête du 6 mai, on célèbre celle de la translation qui a lieu le 3 décembre. À l'occasion des deux fêtes, les reliques étaient portées en procession, avec de grandes marques de dévotion de la part des gens du pays dunois qui le regardaient comme un patron spécial.
L'église Saint-Valérien que l'on voyait à Châteaudun, bien qu'elle fût au faubourg, passait pour la plus belle du pays, et la paroisse la plus nombreuse entre les sept qui forment la ville.
Le calendrier très ancien de l'église de Chitry marque une translation des reliques de saint Valérien au 29 août. L'évêque d'Auxerre Charles de Caylus ayant reconnu et approuvé les reliques de saint Valérien, qui étaient renfermées dans la sacristie de cette église depuis les guerres civiles, on choisit le même jour du 29 août pour les enchâsser de nouveau ; cette cérémonie est faite en 1730 par un chanoine de la cathédrale commis à cet effet.
Les calendriers du XIIe siècle et du XIIIe siècle indiquent que des commémorations avaient lieu à Auxerre le 6 mai de chaque année, après l'office de Saint Jean-devant-la-Porte-Latine,.
Le village de Saint-Valérien dans le nord-est de l'Yonne est nommé en son honneur.